# Línea A (TUC Pamplona)
| A | RENFE Geltokia ↔ Autobusen Geltokia ↔ Aireportua Estación RENFE ↔ Estación de Autobuses ↔ Aeropuerto |

La línea A del Transporte Urbano Comarcal de Pamplona (EHG/TUC) fue una línea de autobús urbano que conectaba las estaciones con el aeropuerto de la ciudad de Pamplona
Actualmente, su recorrido es sustituido por un servicio de taxi compartido.

## Historia
La línea abrió el 6 de noviembre de 2017 coincidiendo con el inicio de los vuelos directos entre Pamplona y Fráncfort del Meno, en Alemania.
En enero de 2018 se mejoraron las frecuencias de la línea.
En agosto de 2019 se suprimió la línea por falta de viajeros, dado que todas menos una de sus paradas tenían conexión con la línea 16.

## Explotación

### Frecuencias
La línea estaba operativa todos los días del año. Estas eran las frecuencias:
- Laborables: 60' (de 07:00 a 22:00)
- Sábados: 60' (de 07:00 a 22:00)
- Domingos y Festivos: 60' (de 07:00 a 22:00)

### Recorrido
Todos los autobuses realizaban todo el recorrido.

## Paradas
|  | Parada                                          | Parada | Parada | Parada | Parada                                       | Municipio | Correspondencia      |  |
|  | ----------------------------------------------- | ------ | ------ | ------ | -------------------------------------------- | --------- | -------------------- |  |
|  | Estación RENFE (Cuatrovientos)                  |        | ■      |        | RENFE Geltokia (Cuatrovientos)               | Pamplona  | 7 9                  |  |
|  | Avenida de Guipúzcoa (Cuatrovientos)            |        | ■      |        | Gipuzkoako Etorbidea (Cuatrovientos)         | Pamplona  | 3 16 17 21           |  |
|  | Calle Taconera (Bosquecillo)                    |        | ■      |        | Takonera Kalea (Basotxoa)                    | Pamplona  | 3 4 8 10 15 16 17 21 |  |
|  | Calle Yanguas y Miranda (Estación de Autobuses) |        | ■      |        | Yanguas y Miranda Kalea (Autobusen Geltokia) | Pamplona  | 4 9 12 16 18         |  |
|  | Avenida de Zaragoza nº56-58                     |        | ■      |        | Zaragozako Etorbidea 56-58                   | Pamplona  | 5 11 16              |  |
|  | Polígono Noáin-Esquíroz                         |        | ■      |        | Noáin-Ezkirotz Industrialdea                 | Esquíroz  | 16                   |  |
|  | Aeropuerto de Pamplona-Noain                    |        | ■      |        | Iruña-Noain Aireportua                       | Noáin     |                      |  |
|  |                                                 |        |        |        |                                              |           |                      |  |
|  | Aeropuerto de Pamplona-Noain                    |        | ■      |        | Iruña-Noain Aireportua                       | Noáin     |                      |  |
|  | Polígono Talluntxe                              |        | ■      |        | Talluntxe Industrialdea                      | Esquíroz  | 16                   |  |
|  | Avenida de Zaragoza nº61                        |        | ■      |        | Zaragozako Etorbidea 61                      | Pamplona  | 5 11 16              |  |
|  | Calle Yanguas y Miranda nº19                    |        | ■      |        | Yanguas y Miranda Kalea 19                   | Pamplona  | 4 9 12 16 18         |  |
|  | Calle Taconera (Iglesia de San Lorenzo)         |        | ■      |        | Takonera Kalea (San Lorentzoraren Eliza)     | Pamplona  | 3 4 8 10 15 16 17 21 |  |
|  | Estación RENFE (Cuatrovientos)                  |        | ■      |        | RENFE Geltokia (Cuatrovientos)               | Pamplona  | 7 9                  |  |